# Oasis (contea di Riverside, California)
Oasis è un census-designated place (CDP) degli Stati Uniti d'America, situato nello stato della California, nella contea di Riverside.